# Mlaka nad Lušo
Mlaka nad Lušo je naselje u slovenskoj Općini Gorenjoj vasi - Poljane. Mlaka nad Lušo se nalazi u pokrajini Gorenjskoj i statističkoj regiji Gorenjskoj. 

## Stanovništvo
Prema popisu stanovništva iz 2002. godine naselje je imalo 30 stanovnika.